# Aspila subflexa
Heliothis subflexa là một loài bướm đêm trong họ Noctuidae.